# 셰리 로즈
셰리 로즈(Sherrie Rose, 1966년 2월 24일 ~ )는 미국의 배우이다.
하트퍼드에서 태어났다.

## 영화
- LA DJ (2004년)
- 걸스 라이프 (2003년) - 간호사 역
- 블랙 스콜피온 (2001년)
- 미 앤 윌 (1999년)
- 디얼리 디보티드 (1998년) - 마릴린 역
- 더 샷 (1996년)
- 죽음의 처방 (1996년)
- 파이어스톰 (1995년)
- 크리프트 스토리 - 데몬 나이트 (1995년)
- 무법 도시 (1994년)
- 더블 쓰렛 (1993년)
- 맥시멈 포스 (1992년)
- 욕망의 심판 (1992년)
- 바디 라인 (1992년)
- 무단 침입 (1992년)
- 데들리 벳 (1992년)
- 인사이드 아웃 (1991년)
- 황금의 묵시록 (1991년)
- 특명 어벤저 4 - 왕중왕 (1991년)
- 특명 어벤저 3 (1990년)
- 기적의 열쇠 (1990년)
- 플로리다의 정사 (1989년)
- 사이보그 전사 (1989년)
- 공포의 크로커다일 (1989년)
- 썸머 아르바이트 (1989년)
- 달콤한 파계 (1988, After School)